# Plattycantha
Genre
Plattycantha est un genre de libellules de la famille des Aeshnidae (sous-ordre des Anisoptères, ordre des Odonates).

## Systématique
Le genre Plattycantha a été créé en 1908 par le zoologiste et botaniste allemand Friedrich Förster (d) (1865–1918).

## Liste d'espèces
Selon BioLib (2 mai 2022) :
- Plattycantha acuta Lieftinck, 1937
- Plattycantha cornuta (Förster, 1900)
- Plattycantha venatrix Lieftinck, 1937

## Publication originale
- (de) Fr. Foerster, « Neue Aeschniden », Annales de la Société entomologique de Belgique, Bruxelles, Société royale belge d’entomologie, vol. 52,‎ 1908, p. 213-218 (ISSN 0774-5915, OCLC 18759618, lire en ligne).